# 1989 CJ8
1989 CJ8 är en asteroid i huvudbältet som upptäcktes den 8 februari 1989 av den belgiske astronomen Henri Debehogne vid La Silla-observatoriet.
Asteroiden har en diameter på ungefär 4 kilometer.